# Džerom Robins
Džerom Robins (engl. Jerome Robbins, Njujork, 11. oktobar 1918 – Njujork, 29. jul 1998) bio je američki koreograf, reditelj, plesač i pozorišni producent koji je radio u klasičnom baletu na Brodveju, i na filmu i televiziji. Među njegovim brojnim scensckim produkcijama su On the Town, Peter Pan, High Button Shoes, The King and I, The Pajama Game, Bells Are Ringing, West Side Story, Gypsy, i Fiddler on the Roof. Robins je pet puta bio dobitnik Nagrade Toni i primalac odlikovanja Kenedijevog centra. On je dobio dve Akademijine nagrade, uključujući Oskar za najboljeg režisera iz sa Robertom Vajzom za West Side Story. Dokumentarni film o njegovom životu i radu, Something to Dance About, sa odlomcima iz njegovih žurnala, arhivskim izvedbama i snimcima proba, i intervjuima sa Robinsom i njegovim kolegama, premijerno je prikazan na PBS-u 2009. i osvojio je Emi i Pibodi nagradu iste godine.

## Detinjstvo i mladost
Robins je rođen kao Jerome Wilson Rabinowitz 11. oktobra 1918, tačno mesec dana pre završetka Prvog svetskog rata, u židovskoj bolnici na Donjem Menhetnu - u četvrti naseljenoj imigrantima. Poznat kao „Džeri”, Robinsu je dato srednje ime koje je reflektovalo patriotizam i entuzijazam njegovih roditelja za tadašnjeg predsednika. Rabinovic, međutim, u prevodu znači „rabinov sin”, ime koje Robins nikad nije voleo, budući da ga je označavalo kao sina imigranta.
Početkom dvadesetih, porodica Rabinovic se preselila u Vihoken, Nju Džerzi. Deset godina ranije, Fred i Adel Aster su tamo nakratko živeli kao deca, samo ulicu dalje od one u kojoj je detinjstvo proveo Robins. Njegov otac i stric otvorili su „Comfort Corset Company”, što je bio riskantan potez, ali su imali veze u šou-biznisu, uključujući izvođače u vodviljima i vlasnike pozorišta.
Robins je počeo da studira hemiju na Njujorškom univerzitetu, ali je odustao nakon godinu dana zbog financijskih razloga i počeo plesačku karijeru. Studirao je u Novoj plesnoj lizi, učeći balet s Elom Daganovom, Antonijem Tudorom i Eugenom Loringom. Proučavali su moderni ples, španski ples s proslavljenom Helenom Veola, folk ples sa Jičijem Nimurom, i plesnu kompoziciju sa Besi Šenberg.

## Karijera
Robins je veći deo svoje karijere proveo u baletu i na Brodveju. Živeo je u svetu saradnika sličnih gledišta, većinom istog uzrasta, Jevreja, Njujorčana, levičara.

### 1930-e i 1940-e
Godine 1939. je Robins plesao u zboru u brodvejskim produkcijama kao što su Great Lady, The Straw Hat Revue i Keep off the Grass koje je koreografisao Džordž Balančin. Plesao je i koreografisao na Kamp Tamimentu u Pokonosu, Pensilvanija. Tamo je izradio koreografije za mnoge dramske komade sa kontroverznim temama o rasama, linču i ratu. Godine 1940. je okrenuo leđa (bar privremeno) pozorištu i pridružio se Baletskom pozorištu (kasnije poznatom kao Američko baletsko pozorište). Od 1941. do 1944, Robins je bio solista u družini, zaradivši pohvale za uloge Hermesa u Heleni Trojanskoj, Mura u Petruški i Benvolija u Romeu i Džuliji.
U to se vreme brodvejski ples menjao. Agnes de Mile ne samo da je unela balet u Oklahomu!, nego je učinila ples integralnim delom drame mjuzikla. Izazvan, Robins je koreografisao i nastupio u Fancy Free, baletu o mornarima na slobodi, u operi Metropolitan, kao deo sezone Baletskog pozorišta 1944. Inspiracija za Fancy Free došla je od slike Pola Kadmusa iz 1934. nazvane The Fleet's In koja je dio Mornarske trilogije. Robins je predložen za balet temeljen na delu njegovog prijatelja, Mary Hunter Wolf.
Oliver Smit, scenograf i saradnik na Fancy Free, poznavao je Leonarda Bernštajna, pa su se Robins i Bernštajn sastali kako bi radili na muzici. To će biti prva od nekoliko njihovih saradnji. Fany Free je postigao veliki uspeh.
Kasnije te godine, Robins je koreografisao mjuzikl On The Town (1944), delimično inspiriran sa Fancy Free, a koji je uspešno lansirao njegovu karijeru na Brodveju. Bernštajn je ponovno komponovao muziku, a Smit je postavio scenografiju. Njegov sledeći mjuzikl bio je Djevojka od milijardu dolara (1945).

### 1950-e
Toekom ovog perioda, Robins je nastavio da stvara plesove za Baletno pozorište, izmenjujući se između mjuzikla i baleta tokom dobrog dela sledeće dve decenije. Ne bi ni godina prošla bez Robinsovog novog baleta i mjuzikla. Sa Džordžom Balančinom je koreografirao Jones Beach u pozorištu Siti centar 1950, a režirao je i koreografisao Call Me Madam Irvinga Berlina, sa Etel Merman.
Robins je 1951. kreirao proslavljene plesne sekvence u mjuziklu Rodgersa i Hamerštejna Kralj i ja. Iste godine je osmislio Kavez za Njujorški balet, s kojim je sada bio povezan.
Surađivao je sa Džordžom Abotom na The Pajama Game (1954), mjuziklu koji je lansirao karijeru Širli Maklejn, radio na Petru Panu Mari Martin tokom 1955, i režirao i sarađivao na koreografiji (sa Bobom Foseom) na Zvona zvone (1956), sa Džudy Holidej 1957. je osmislio, koreografisao i režirao mjuzikl koji neki smatraju njegovim najvećim dostignućem: Priču sa zapadne strane.
Priča sa zapadne strane je moderna verzija Romea i Džulije, smeštena u Paklenoj kuhinji. Mjuzikl je označio prvu Robinsovu saradnju sa Stefenom Sondhejmom, koji je napisao stihove. Njih dvojica su, zajedno s autorom knjige Arturom Lorentsom i kompozitorom Leonardom Bernstajnom, dobro radili zajedno, ne slažući se na manjim problemima kao što je onaj treba li glavna junakinja Marija da umre. Kako bi pomogao mladim glumcima da se užive u uloge, Robins nije dopuštao onima koji su igrali članove suparničke grupe da se mešaju tokom proba. U originalnog brodvejskoj produkciji nastupili su Karol Lovrens kao Marija, Lari Kert kao Toni i Čita Rivera kao Anita. Iako je zaradio dobre kritike, na dodeli nagrada Toni ga je zasenio The Music Man Meredit Vilson. Priča sa zapadne strane je donela Robisnu Tonija za koreografiju, a danas se smatra klasikom.

### Odbor za protivameričke aktivnosti
Početkom pedesetih je pozvan da svedoči pred Odborom za protivameričke aktivnosti, osumnjičen kao simpatizer komunista. Robins je odao imena zajedno sa Sterlingom Hejdenom, Burlom Ivesom, Elijom Kazanom i Lelom Rogers (majka Džindžer Rodžers). Budući da je sarađivao sa Odborom, Robinsova karijera nije patila, a nije završio ni na crnoj listi. Robins je odao više imena nego ijedan drugi svedok.

### 1960-e
Robins se 1962. okušao u običnoj drami, režiravši nekonvencionalno delo Artura Kopita, Oh Dad, Mama's Hung You in the Closet and I'm Feelin' So Sad. Produkcija se postavljala preko godinu dana van Brodveja, a 1963. se kratko prikazivala i na samom Brodveju.
Robins je zadržao status „lekara” problematičnih produkcija. Preuzeo je režiju dve produkcije tokom ovog perioda i pomogao im da postignu veliki uspeh. Godine 1962. je spasao A Funny Thing Happened on the Way to the Forum (1962), mjuzikl farsu sa Zero Mostel, Džekom Glifordom, Dejvidom Bernsom i Džonom Karadineom. Produkcija, s knjigom Burta Ševelova i Larija Gelbarta, i pesma Stefena Sondhejma, nije funkcionisala. Robins je postavio sasvim novi uvodni broj koji je objasnio publici što sledi, a komad je dalje išao sasvim glatko. Godine 1964. je preuzeo posrnulu Funny Girl i promenio predstavu koja je doživela 1348 izvođenja. Mjuzikl je Barbaru Strejsand promovisao u superzvezdu.
Iste godine, Robins je osvojio Toni nagrade za režiju i koreografiju za Guslača na krovu (1964). U mjuziklu je Zero Mostel nastupio kao Tevive, a izvođen je 3242 puta, postavivši tako rekord kao najdugotrajniji brodvejski mjuzikl. Radnja, koja govori o Židovu koji živi u Rusiji pred početak 20. veka, temeljena je na pričama Šoloma Alejčema. Tematika je dopustila Robinsu da se vrati svojim religijskim korenima.

### 1970-e i 1980-e
Nikad ne napustivši balet, i u sedamdesetima je nastavio da radi na koreografijama i produkcijama za Džofri balet i Njujork Siti balet.
Robins je 1972. postao baletni majstor Njujorškog baleta, a u sledećih deset godina je radio isključivo na klasičnom baletu, pauziravši samo radi ponovnog postavljanja Priče sa zapadne strane (1980). Godine 1981. je njegova družina Čember plesna kompanija održala turneju u Narodnoj Republici Kini.
U osamdesetima se češće pojavljivao na televiziji, a NBC je prikazivao Live From Studio 8H: An Evening of Jerome Robins' Ballets sa članovima Njujorškog baleta, a retrospektiva Robinsove koreografije prikazana je 1986. na PBS-u, u emisiji Ples u Americi. Nakon toga je kreirao antologijski mjuzikl Džerom Robinsov Brodvej, koji je 1989. oživeo njegove najuspešnije produkcijske numere iz pedesetogodišnje karijere, za šta je dobio petu nagradu Toni.

## Smrt
Nakon biciklističke nesreće 1990. i operacije srčanog zaliska 1994, 1996. je počeo da pokazuje znakove Parkinsonove bolesti, a sluh mu se rapidno pogoršavao. Međutim, insistirao je na postavljanju Les Noces za Gradski balet 1998. Bila je to poslednja stvar koju je učinio. Dva meseca kasnije doživeo je veliki srčani udar, a umro je u svom domu u Njujorku 29. 7. 1998. Na veče njegove smrti, svetla na Brodveju su prigušena na trenutak u njegovu čast. U više od šezdeset godina koliko je bio aktivan u pozorištu, transformirao ga je.

## Nagrade
Na filmu je postavio svoje plesačke scene za Kralj i ja (1956), a 1961. je podelio Oscar za najboljeg redatelja sa Robertom Vajsom za Priču sa zapadne strane. Iste godine, Akademija filmskih umetnosti i znanosti mu je dodelila nagradu za njegova koreografska dostignuća na filmu. Krajem života 1998, ukupno je imao 5 nagrada Toni, 2 Oscara, nagradu Kenedijevog centra, Nacionalni orden za umetnost, Francuski orden časti, tri počasna doktorata i počasno članstvo u Američkoj akademiji i Institutu umetnosti i književnosti.
Džerom Robins je uveden u Kuću slavnih američkog pozorišta 1979. godine. Robins je primljen u Kuću slavnih gospodina i gospođe Kornelijusa Vanderbilta Vitnija pri Nacionalnom muzeju plesa 10 godina kasnije, 1989.

### Nagrada Džerom Robins
Godine 1995, Džerom Robins je naložio direktorima svoje fondacije da osnuju nagradu za „neku zaista izuzetno istaknutu osobu ili umetničku instituciju”. Nagrade bi trebalo da se „naklone ka umetnosti plesa...” Prve dve nagrade Džerom Robins dodeljene su 2003. u Njujorškom baletu i dizajneru svetla Dženifer Tipton.

## Literatura
- Lawrence, Greg (2001). Dance with Demons: The Life of Jerome Robbins. G.P. Putnam's Sons. ISBN 978-0-399-14652-7. OCLC 45015298.
- Jowitt, Deborah (2005). Jerome Robbins: His Life, His Theater, His Dance. Simon & Schuster. ISBN 978-0-684-86986-5.
- Vaill, Amanda (2006). Somewhere: The Life of Jerome Robbins. Broadway. ISBN 978-0-7679-0420-9.
- Conrad, Christine (2000). Jerome Robbins: That Broadway Man. ISBN 978-1-86154-173-4.', Booth-Clibborn.
- Emmet Long, Robert (2001). Broadway, the Golden Years: Jerome Robbins and the Great Choreographer Directors, 1940 to the Present. Continuum International Publishing Group. ISBN 978-0-8264-1462-5.
- Altman, Richard (1971). The Making of a Musical: Fiddler on the Roof.. Crown Publishers.
- Thelen, Lawrence (1999). The Show Makers: Great Directors of the American Musical Theatre. ISBN 978-0-415-92346-0.. Routledge.
- NY Times, August 9, 1998
- NY Times, Alan Riding, March 12, 1999
- NY Times, Alastair Macaulay, April 27, 2008
- B, P (2017). „NYCB complete repertory”. Архивирано из оригинала 09. 06. 2020. г.

## Spoljašnje veze
- Zvanični veb-sajt Jerome Robbins Foundation and Trust
- Džerom Robins на веб-сајту  (језик: енглески)
- Džerom Robins на веб-сајту Internet Off-Broadway Database (језик: енглески)